# Chamaecrista leschenaultiana
Chamaecrista leschenaultiana là một loài thực vật có hoa trong họ Đậu. Loài này được (DC.) Degener miêu tả khoa học đầu tiên.